# کینگ ریور، استرالیای غربی
کینگ ریور (به انگلیسی: King River) یک شهرک در استرالیا است که در استرالیای غربی واقع شده‌است.